# 中庄村
中庄村（なかのしょうそん）は、広島県御調郡にあった村。現在の尾道市因島中庄町・因島外浦町・因島鏡浦町にあたる。

## 地理

### 海洋
- 備後灘

### 岬
- 梶ノ鼻

### 山岳
- 向山
- 奥山
- 青影山
- 龍王山
- 天狗山
- 大山

### 河川
- 大川

## 歴史
- 1889年（明治22年）4月1日 - 町村制の施行により、近世以来の中庄村が単独で自治体を形成。
- 1948年（昭和23年）5月3日 - 三浦村の一部（外ノ浦・鏡ノ浦）を編入。大字中庄・外浦・鏡浦を編成。
- 1953年（昭和28年）5月1日 - 重井村・大浜村・三庄町・土生町・田熊町・豊田郡東生口村と合併して因島市が発足。同日中庄村廃止。

## 交通

### 道路
現在は旧村域に西瀬戸自動車道の因島北インターチェンジが所在するが、当時は未開通。